# Grades de l'armée autrichienne
Cet article donne les grades en vigueur dans les forces armées de la Bundesheer autrichienne de la Seconde République.
Le nombre de Grades de l'armée autrichienne possède vingt-et-un grades militaires. Les différentes branches de la Bundesheer sont identifiées par la couleur des pattes d'épaules (de: Waffenfarbe) portées dans la Bundesheer.

## Grades militaires

### Officiers Généraux
| Grade                                                                | Officiers Généraux | Officiers Généraux | Officiers Généraux | Officiers Généraux |
| -------------------------------------------------------------------- | ------------------ | ------------------ | ------------------ | ------------------ |
| Treillis Anzug 75/03                                                 |                    |                    |                    |                    |
| Patte de col                                                         |                    |                    |                    |                    |
| Képi                                                                 |                    |                    |                    |                    |
| Grade                                                                | General*           | Generalleutnant    | Generalmajor       | Brigadier          |
| Abréviation                                                          | Gen                | GenLt              | GenMjr             | Bgdr               |
| Grade                                                                | OF-9               | OF-8               | OF-7               | OF-6               |
| * L'aigle fédérale sur le képi est en arrière-plan de couleur rouge. |                    |                    |                    |                    |

### Officiers
| Grade                | Officiers           | Officiers          | Officiers                     | Officiers         | Officiers                         | Officiers               | Officiers                      |
| -------------------- | ------------------- | ------------------ | ----------------------------- | ----------------- | --------------------------------- | ----------------------- | ------------------------------ |
| Treillis Anzug 75/03 |                     |                    |                               |                   |                                   |                         |                                |
| Patte de col         |                     |                    |                               |                   |                                   |                         |                                |
| Couleur de branche   | Médecine militaire  | Service logistique | Service militaire supérieure. | Service technique | Chasseur (Jäger) Police militaire | Blindé Panzergrenadiers | Académie militaire thérésienne |
| Couleur de branche   | Service vétérinaire | Service logistique | avec spécialisation           | Service technique | Chasseur (Jäger) Police militaire | Blindé Panzergrenadiers | Académie militaire thérésienne |
| Képi                 |                     |                    |                               |                   |                                   |                         |                                |
| Grade                | Oberst              | Oberstleutnant     | Major                         | Hauptmann         | Oberleutnant                      | Leutnant                | Fähnrich                       |
| Abréviation          | Obst                | Obstlt             | Mjr                           | Hptm              | Olt                               | Lt                      | Fhr                            |
| Grade                | OF-5                | OF-4               | OF-3                          | OF-2              | OF-1                              | OF-1                    | OF-1                           |

### Sous-officiers
| Grade                | Sous-officiers | Sous-officiers                    | Sous-officiers        | Sous-officiers    | Sous-officiers   | Sous-officiers |
| -------------------- | -------------- | --------------------------------- | --------------------- | ----------------- | ---------------- | -------------- |
| Treillis Anzug 75/03 |                |                                   |                       |                   |                  |                |
| Patte de col         |                |                                   |                       |                   |                  |                |
| Couleur de branche   | Communications | Artillerie, Défense anti-aérienne | Garde d'honneur       | Reconnaissance    | Service médical  | Aviation       |
| Couleur de branche   | Communications | Artillerie, Défense anti-aérienne |                       | Reconnaissance    | Service médical  | Aviation       |
| Képi                 |                |                                   |                       |                   |                  |                |
| Grade                | Vizeleutnant   | Offiziersstellvertreter           | Oberstabswachtmeister | Stabswachtmeister | Oberwachtmeister | Wachtmeister   |
| Abréviation          | Vzlt           | OStv                              | OStWm                 | StWm              | OWm              | Wm             |
| Grade                | OR-9           | OR-8                              | OR-7                  | OR-6              | OR-5             | OR-5           |

### Hommes de rang
| Rank group           | Grade (de: Chargen) | Grade (de: Chargen)             | Grade (de: Chargen) | Hommes de rang                     |
| -------------------- | ------------------- | ------------------------------- | ------------------- | ---------------------------------- |
| Treillis Anzug 75/03 |                     |                                 |                     |                                    |
| Patte de col         |                     |                                 |                     |                                    |
| Couleur de branche   | Génie               | Jagdkommando, Sports des Armées | Défense NBC         | Chasseur (Jäger), Police militaire |
| Flat cap             |                     |                                 |                     |                                    |
| Grade                | Zugsführer          | Korporal                        | Gefreiter           | Rekrut                             |
| Abréviation          | Zgf                 | Kpl                             | Gfr                 | Rekr                               |
| Grade                | OR-4                | OR-3                            | OR-2                | OR-1                               |